# 皮拉爾上校鎮
29°16′22″S 51°41′13″W / 29.27278°S 51.68694°W
皮拉爾上校鎮（葡萄牙語：Coronel Pilar）是巴西的城鎮，位於該國南部，由南里奧格蘭德州負責管轄，始建於1996年4月16日，面積105平方公里，海拔高度499米，2010年人口1,725，人口密度每平方公里16.37人。